# Дондер (бомбардирский корабль, 1716)
«Дондер» (от нидерл. Donder — гром) — парусный бомбардирский корабль Балтийского флота Российской империи, участник Северной войны и Войны за польское наследство.

## Описание корабля
Двухмачтовый парусный бомбардирский корабль с деревянным корпусом. Длина корабля по верхней палубе по сведениям из различных источников составляла 25,9—25,91 метра, длина по килю —  22,86 метра, ширина — 8,2—8,23 метра, а осадка — 3,1 метра. Вооружение судна составляли 6 орудий, включавшие 2 мортиры и 4 установленных по бортам пушки, а экипаж состоял из 50 человек.

## История службы
Бомбардирский корабль «Дондер» был заложен в Санкт-Петербургском адмиралтействе 11 (22) июля 1715 года и после спуска на воду 5 (16) июня 1716 года вошёл в состав Балтийского флота России. Строительство корабля вёл корабельный мастер Осип Най.
Принимал участие в Великой северной войне. С 1718 по 1721 год выходил в крейсерские плавания в Финский залив в составе отрядов кораблей Балтийского флота, а на зимовку с 1718 по 1720 год уходил в Гельсингфорс. После войны в 1724 году в составе эскадры принимал участие в практическом плавании в Финском заливе до Красной Горки.
В 1725 году подвергся ремонту в Санкт-Петербурге, после чего в мае следующего 1726 года совершил переход в Кронштадт, где находился до 1734 года в готовности, однако в плаваниях участия не принимал.
В 1734 году во время Войны за польское наследство принимал участие в боевых действиях под Данцигом. С 26 мая (6 июня) по 3 (14) июня в сопровождении фрегата «Стор-Феникс» совершил переход из Ревеля до Данцигского рейда, где в это время находилась эскадра адмирала Т. Гордона. На следующий день после прибытия бомбардирский корабль вошёл в состав отряда судов, который в течение двух дней вёл бомбардировку неприятельских судов и лагеря французских войск на берегу. 9 (20) июня вновь подошёл к берегу для бомбардировки неприятельских позиций, однако французский гарнизон капитулировал. 16 (27) июня корабль вошёл в Данцигский канал.
7 (18) сентября 1734 года покинул Данцигский канал и вновь вышел на рейд, а 9 (20) сентября в составе отряда вышел в плавание в Балтийское море и взял курс на Ревель. 11 (22) сентября корабли отряда попали в сильный шторм и «Дондер» вынужден был уйти в Выборг, где остался на зимовку. В апреле следующего 1735 года корабль совершил переход в Кронштадт.
Сведений о дальнейшей службе бомбардирского корабля, как и сведений о времени и подробностях завершения его службы в составе Российского императорского флота не найдено.

## Командиры корабля
Командирами бомбардирского корабля «Дондер» в разное время служили:
- лейтенант П. Рамейков (с 1718 года до мая 1719 года)[10];
- поручик Т. Бок (с мая 1719 года)[11];
- лейтенант, а затем капитан-лейтенант Д. Никлас (1721 и 1724 годы)[комм. 6][7];
- лейтенант Д. Герценберг (1726 год)[комм. 7][12];
- лейтенант Д. Джансен (май 1726 года)[13];
- лейтенант майорского ранга К. Вигант (до 29 августа (9 сентября) 1734 года)[14];
- лейтенант майорского ранга В. Зенбулатов (с 29 августа (9 сентября) 1734 года по 1735 год)[9].

### Комментарии
1. ↑  85 футов.
2. ↑  75 футов.
3. ↑  27 футов.
4. ↑  10 футов 2 дюйма.
5. ↑  По другим данным с 18 (29) мая 1734 года.
6. ↑  Англичанин на русской службе, оригинал имени Jon Niclas.
7. ↑  Назначен командовать кораблём по росписанию, однако фактически командовал другим бомбардирским кораблём «Юпитер».